# Хатаи (Акстафинский район)
Хатаи (азерб. Xətai, до 1992 года — Марксовка) — село в Хатаинском административно-территориальном округе Акстафинского района Азербайджана.

## Этимология
Было основано под названием Елизаветинское (Елизаветинка, Елизаветовка) в честь Елизаветы Алексеевны, в 1920 году получило название Марксовка в честь Карла Маркса.
Современное название село получило в честь шахиншаха Ирана Исмаила I (Хатаи).

## География
Село находится в 5 км от райцентра Агстафа и в 446 км от Баку. Ближайшая железнодорожная станция — Акстафа.
Село находится на высоте 320 метров над уровнем моря.

## История
Село было создано выходцами из немецкой колонии Еленендорф (Еленино).
Село Елизаветинское в 1913 году согласно административно-территориальному делению Елизаветпольской губернии относилось к Грюнфельдской (Зелено-Полянской) волости Казахского уезда,.
С 24 января 1939 года село входило в состав Акстафинского района, который 4 декабря 1959 года был ликвидирован, а населённый пункт передан в состав Казахского района.
До 1941 года Марксовка была населена преимущественно немцами, которыми в советский период был создан колхоз «Интернационал». В соответствии с постановлением ГОКО СССР от 8 октября 1941 года, немецкое население Закавказья, включая жителей Марксовки, было выселено в Казахстан.
Согласно административному делению 1961 и 1977 года село Марксовка входило в Марксовский сельсовет Казахского района Азербайджанской ССР.
24 апреля 1990 года село передано в состав новообразованного Акстафинского района. 29 декабря 1992 года селу присвоено название Хатаи.
В 1999 году в Азербайджане была проведена административная реформа и внутри Хатаинского административно-территориального округа был учрежден Хатаинский муниципалитет Акстафинского района.

## Население
До депортации в 1941 году немецкое население Марксовки составляло:
| Численность немцев | Численность немцев | Численность немцев | Численность немцев |
| ------------------ | ------------------ | ------------------ | ------------------ |
| 1918               | 1928               | 1934               | 1940               |
| 50                 | 203                | 320                | 181 (из 349)       |

После выселения немцев, их дома были заселены азербайджанцами из окрестных районов.
| Численность населения | Численность населения | Численность населения |
| 1981                  | 1999                  | 2009                  |
| --------------------- | --------------------- | --------------------- |
| 1517                  | ↗4270                 | ↘1912                 |

Население преимущественно занимается выращиванием винограда и зерновых, разведением животных.

### Известные уроженцы
- Ильгам Гюль Бала оглы Гасанов — Герой Азербайджана
- Гаджи Мурад Мамед оглы Мургузов — Герой Социалистического Труда

## Климат
| Показатель                    | Янв. | Фев. | Март | Апр. | Май  | Июнь | Июль | Авг. | Сен. | Окт. | Нояб. | Дек. | Год  |
| ----------------------------- | ---- | ---- | ---- | ---- | ---- | ---- | ---- | ---- | ---- | ---- | ----- | ---- | ---- |
| Средний суточный максимум, °C | 6,1  | 7,5  | 12,6 | 19,5 | 24,5 | 28,6 | 32,0 | 31,2 | 26,9 | 20,3 | 13,3  | 8,2  | 18,7 |
| Средняя температура, °C       | 1,9  | 3,1  | 7,5  | 13,5 | 18,4 | 22,5 | 25,7 | 25,1 | 20,9 | 14,8 | 8,8   | 4,0  | 13,9 |
| Средний суточный минимум, °C  | −2,3 | −1,2 | 2,4  | 7,6  | 12,4 | 16,4 | 19,5 | 19,0 | 15,0 | 9,3  | 4,3   | −0,1 | 9,1  |
| Норма осадков, мм             | 18   | 26   | 31   | 41   | 65   | 58   | 33   | 30   | 27   | 36   | 27    | 16   | 408  |

Среднегодовая температура воздуха в селе составляет +13,9 °C. В селе полупустынный климат.

## Инфраструктура
В советское время в селе располагались конный завод, виноградарский совхоз, восьмилетняя школа, библиотека, дом культуры, медицинский пункт.
В селе расположены почтовое отделение, клуб, врачебный пункт, библиотека.